# Universidad Técnica Particular de Loja

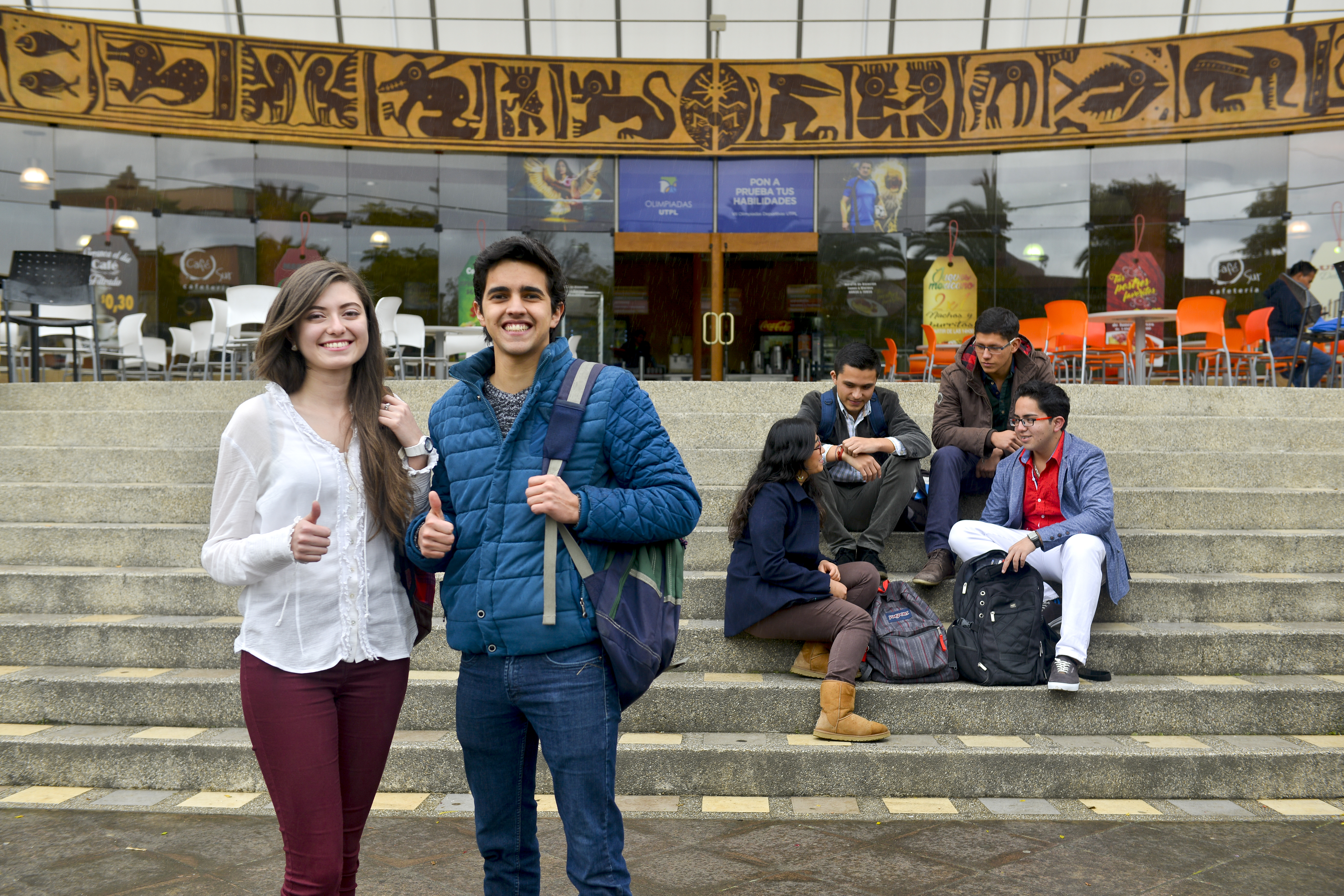
Sede central de la UTPL - Loja

La Universidad Técnica Particular de Loja también conocida por sus siglas como la UTPL, es una universidad ecuatoriana de tipo privada ubicada en la ciudadela San Cayetano Alto y Calle París, de la ciudad de Loja.

## Reseña
Desde 1971 fue fundada por la Comunidad Marista con la idea de brindar una opción de formación superior integral, donde ofrece una alta especialización en la formación humanística, ética y de valores hacia sus alumnos. Desde su fundación, la UTPL ha cumplido con esta misión, a través de la fe y la razón, reforzando así su identidad como universidad católica. 
La UTPL es una institución autónoma, con finalidad social y pública, que imparte enseñanza, fomentando la investigación con libertad científica-administrativa y la participación en los planes de desarrollo del país, otorgando, reconociendo y revalidando grados académicos y títulos profesionales; y en general, realizando actividades propias para la consecución de sus fines.
La vida dentro de la Universidad conlleva a vivir a plenitud los ideales que dieron origen a las universidades. Teniendo como visión el "Humanismo de Cristo", su misión es: "Buscar la verdad y formar al hombre, a través de la ciencia, para que sirva a la sociedad".
La UTPL tiene como líneas estratégicas de acción: la academia, la investigación, la innovación, el fortalecimiento del emprendimiento y la vinculación con la sociedad. Ofrece 23 carreras en su Modalidad Presencial, 17 en su Modalidad Abierta y a Distancia, y 5 postgrados vigentes, aportando así al país con más de 65 000 profesionales.
En 1976 marcó un hito en Latinoamérica al poner en marcha por primera vez la modalidad de estudios a distancia con la carrera de Ciencias de la Educación, haciendo posible el acceso a personas de todo el país que antes no podían cumplir sus sueños de obtener su título de tercer nivel debido a su situación geográfica.
Los cambios sociales y el desarrollo tecnológico en los últimos tiempos, han motivado que la oferta académica de la institución sea constantemente ajustada a dichos requerimientos. Es así que surgieron los cursos de Educación Continua para responder con mayor efectividad y eficiencia a los retos futuros, en las áreas administrativa, sociohumanística, técnica y biológica.
La Universidad también cuenta con EDES Business School, una escuela de negocios que nació con la premisa de “creer en el poder de las personas emprendedoras para transformar positivamente sociedades y realidades”. Contempla tres elementos como clave para impulsar el potencial de cambio de un emprendedor: conocimiento, red de contactos (networking) y experiencia, de manera que fundamenta su misión de entregar estos elementos en todos sus programas.
La actual visión institucional de la UTPL mantiene como máximo propósito el servicio a la sociedad desde el humanismo de Cristo, incorporando desde el 2004 por la Misión Idente Ecuador que han tenido la participación de 171 voluntarios que visitaron 41 de las comunidades más vulnerables y asistieron a 909 familias.

## Historia de la Universidad Técnica Particular de Loja

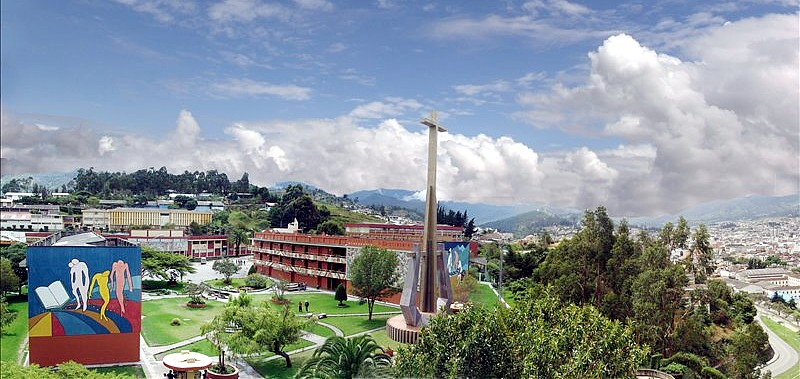
Universidad Técnica Particular de Loja, Ecuador, Sudamérica. Sede Matriz. Vista panorámica.

Fue fundada por la Asociación Marista Ecuatoriana (AME) el 3 de mayo de 1971, como respuesta al requerimiento de la región sur de Ecuador de formación técnica y humanística que sustente su desarrollo al amparo de los preceptos y valores cristianos. 
La UTPL fue oficialmente reconocida por el Estado Ecuatoriano bajo el Decreto Ejecutivo 646, publicado en el registro oficial n.º 217 del 5 de mayo de 1971, con el cual se constituye como persona jurídica autónoma al amparo del convenio de “Modus Vivendi” celebrado entre la Santa Sede y el Ecuador, teniendo en cuenta las normas de la Iglesia en su organización y gobierno.
El mentor y primer Canciller de la Universidad quien contó para el efecto, con el apoyo del Padre Oscar Jandl y la distinguida matrona lojana Doña Virginia Riofrío Burneo, mediante la donación de la hacienda San Cayetano, en donde se levanta actualmente el campus universitario y la hacienda Villonaco, entre otros lojanos y extranjeros. El primer rector de la UTPL fue el ingeniero Alejo Valdivieso, posesionado como tal el 3 de octubre de 1971.
El 27 de octubre de 1997, la Diócesis de Loja traspasa por tiempo indefinido, a la “Asociación Idente de Cristo Redentor, Misioneros y Misioneras Identes”, la conducción de la Universidad Técnica Particular de Loja para que la dirija con total autonomía y en consonancia con el carisma Idente.

## Cronología
1971: El 3 de mayo se funda la Universidad por la Asociación Marista Ecuatoriana (AME). El 5 de mayo se constituye como persona jurídica autónoma al amparo del convenio de Modus Vivendi celebrado entre la Santa Sede y el Ecuador, teniendo en cuenta las normas de la Iglesia en su organización y gobierno. En el mismo año se oferta la carrera de Economía en modalidad presencial.
1973: Se crea la escuela de Bellas Artes (hoy Arte y Diseño) y el Instituto de Idiomas.
1976: La UTPL es pionera en Latinoamérica en la modalidad de educación a distancia. Inicia con la carrera de Ciencias de la Educación. Se funda la Editorial Universitaria, como apoyo para la Modalidad Abierta y a Distancia.
1979: Se crea la estación Villonaco, con la finalidad de afianzar conocimientos teóricos y prácticos de los estudiantes de las carreras relacionadas al área Biológica. Se incorporan asignaturas de informática, se crea un centro de cómputo así como el Instituto de Ciencias de la Computación y la carrera de Tecnólogo en Procedimientos Electrónicos de Datos.
1983: Se instaura la Planta de Cerámica CERART, como apoyo para los estudiantes de la carrera de Bellas Artes.
Se crea la planta de muebles en la ciudad de Catamayo.
Se crea la planta de lácteos Ecolac con fines didácticos, y se convierte en el centro de prácticas de los estudiantes de Ingeniería en Industrias Agropecuarias.
1985: Se establece la carrera de Contabilidad y Auditoría en la modalidad presencial.
1994: En agosto se crea la carrera de Ciencias Jurídicas.
1997: El 27 de octubre, la Diócesis de Loja trasfiere por tiempo indefinido al Instituto Id de Cristo Redentor, Misioneros y Misioneras Identes, la conducción de la Universidad para que la dirija con total libertad y armonía junto al carisma Idente.
Se crean nuevas carreras y se incorporan más docentes de tiempo completo. El 20 de enero se crea la carrera de Contabilidad y Auditoría en la modalidad a distancia.
1998: Se funda la Unidad de Proyectos y Sistemas Informáticos (UPSI) como apuesta a la tecnología. En agosto la oferta se amplía, al tiempo que se implementa el modelo de Gestión Productiva.
La UTPL otorga Doctorado “Honoris Causa” a Fernando Rielo Pardal. Se crean las titulaciones de Ingeniería en Gestión Ambiental y Psicología. El 20 de octubre se funda el centro de Nueva York.
1999: La UTPL lanza oficialmente su planta de lácteos Ecolac.
2000: El 20 de enero la modalidad abierta y a distancia inauguró el centro universitario de Roma y Madrid. Se crea la escuela de Comunicación Social.
La Unidad de Proyectos y Sistemas Informáticos (UPSI) lanzó “UTPL. Net, la conexión superior”, convirtiéndose en la primera universidad proveedora de servicios de internet en el país.
2001: El Banco Mundial aprobó trabajar con la UTPL y Globatel, para transmitir a nivel nacional, vía aulas virtuales, cursos y programas de enseñanza que brindan a las diferentes organizaciones y entidades de gobierno a nivel mundial respecto a temáticas de democracia, medio ambiente y calidad de vida.
2002: El 30 de enero, se aprueba el Estatuto Orgánico de la Universidad por parte del CONESUP, mediante resolución n.º RCP-S2-R050-02. El 8 de diciembre se inauguró en centro asociado de Madrid.
La UTPL, implementó su “Campus Virtual”, ofertando las carreras de Administración de Empresas, Ciencias Jurídicas y cursos en línea.
2003: Inicia el proceso de formación de la planta docente en doctorados y maestrías con universidades de América y Europa.
Se instaura la Unidad de Videoconferencias, con el fin de brindar un soporte de educación para los estudiantes.
Se desarrolló el proyecto “Centro Virtual para el Desarrollo de Estándares de Calidad para la Educación Superior a Distancia en América Latina y el Caribe”.
2004: Los laboratorios del Centro de Transferencia de Tecnología e Investigación Agroindustrial (CETTIA) reciben autorización para emitir acreditación internacional.
Se acredita a la UTPL, para receptar exámenes EXADEP y TOEFL en Ecuador.
2005: El 19 de octubre, se crea el Instituto Latinoamericano y del Caribe de Calidad en Educación Superior a Distancia CALED. Se implementó “Loja Valle de Tecnología” para impulsar la cultura de emprendimiento e innovación.
El Entorno Virtual de Aprendizaje se constituye en un medio de soporte para la educación a distancia.
El proyecto Lojanidad, a través de la UTPL, en conjunto con diario La Hora, publicó desde octubre hasta diciembre 96 mil libros de autores lojanos, distribuidos en: Loja y Zamora Chinchipe.
2006: Se realizó la primera feria de emprendimiento.
El Consejo Nacional de Evaluación y Acreditación (CONEA) firmó un convenio con la UTPL, para el desarrollo del proyecto: Autoevaluación Institucional.
2007: Se inauguró el Hospital UTPL, con ocasión del trigésimo aniversario de la Universidad
La UTPL, fue sede de la Asamblea de la Organización Universitaria Interamericana OUI – Países Andinos. Se inauguró el Valle de Tecnología de la UTPL.
2008: El 30 de junio se otorgó la Acreditación Nacional como Universidad de Calidad por el Consejo Nacional de Acreditación de la Educación Superior de Ecuador (CONEA).
2009: La UTPL recibe por parte del CONEA, la calificación A, certificándola como universidad de calidad.
En julio se publicaron los nuevos datos del ranking web de Universidades, Webometrics. Los resultados ubicaron a la UTPL en el puesto número 1 del ranking de Ecuador, 12 del Pacto Andino, 93 de Latinoamérica y 2095 del mundo.
2010: El 10 de febrero, en un acto solemne se posesionó a las nuevas autoridades Dr. José Barbosa Corbacho, como Rector-Canciller; y, Dr. Santiago Acosta Aide, Vicecanciller.
Las titulaciones de Arquitectura y Comunicación Social obtuvieron acreditaciones internacionales; la primera por el Consejo Mexicano de Acreditación de la Enseñanza de la Arquitectura COMAEA; y, la segunda por el Consejo Latinoamericano de Acreditación de la Educación en Comunicación y Periodismo- CLAEP ( México / Argentina).
La Universidad Técnica Particular de Loja para la edición de enero del 2010 se ubica en el segundo lugar en el Ecuador en el ranking Webometrics; mostrando un avance significativo en el top mundial ocupa el lugar 1502, en Latinoamérica se ubica en el lugar 83 y en el Pacto Andino el 13.
Se integran 15 docentes investigadores con Ph.D al claustro de docentes de la UTPL.
El 23 de diciembre la titulación de Electrónica y Telecomunicaciones recibió certificación internacional de la agencia ISTEC-GRANA, posicionándose en el país como una de las primeras carreras de su tipo certificadas a nivel de Ecuador y Latinoamérica.
2011: En una carta firmada por José Ignacio Aguaded, presidente fundador del Grupo Comunicar, se informa del nombramiento del rector de la UTPL, José Barbosa Corbacho, como Miembro de Honor del Grupo Comunicar, la máxima distinción a personas con importante trayectoria académica, profesional o institucional con la educación en comunicación en todo el mundo.
En abril se inauguró el servicio de Resonancia Magnética Nuclear (RMN) del Hospital UTPL. El equipo, de última generación, es el único en la región sur del Ecuador, se enmarca en la misión y visión del hospital en el área de la docencia y de la investigación.
2012: En enero el portal Webometrics ubica a la UTPL en primer lugar a nivel de las universidades ecuatorianas, 15 en el pacto andino y 122 en América Latina.
Se acreditaron internacionalmente las titulaciones de Ingeniería Civil ante el Consejo Nacional de Ciencias de la Ingeniería, México, (CAECI), Contabilidad y Auditoría por el Consejo de Acreditación en la Enseñanza de la Contaduría y Administración, CACECA, A.C, México.
Por primera vez se integran 3 doctores del programa Prometeo de la SENESCYT, y 2 profesores invitados a la planta docente.
2013: Participó en el proceso de evaluación externa ante el Consejo de Evaluación, Acreditación y Aseguramiento de la Calidad de la Educación Superior - CEAACES, en cumplimiento del nuevo marco legal del Ecuador.
El 3 de mayo, la titulación de Administración de Empresas recibió la Acreditación Internacional por el Consejo de Acreditación en la Enseñanza de la Contaduría y Administración, CACECA, A.C, México.
En este año a la UTPL se suma un claustro de 42 doctores Ph.D. y 164 magísteres en las diversas ramas del conocimiento.
Se creó Prendho: Iniciativa impulsora de emprendimientos, generadora de conocimientos, investigación e innovación, apoyo a iniciativas empresariales desde la gestación de ideas, incursión y expansión en el mercado nacional e internacional. Prendho contó con 23 emprendimientos.
2014: El 26 de mayo, el Consejo de la Calidad de la Educación Superior (CEAACES), entregó a la UTPL el certificado de acreditación por haber cumplido satisfactoriamente el proceso de evaluación y requisitos de calidad.
Se crean tres nuevas titulaciones: Ingeniería Industrial, Ingeniería en Alimentos y Gastronomía.
Un total de 20 nuevos Ph.D. y 31 profesores se incorporaron al claustro docente de la Universidad Técnica Particular de Loja, durante la sesión solemne del inicio del año académico.
El Consejo de Educación Superior-CES aprobó a la UTPL el Estatuto Orgánico, con: 91 artículos, 10 disposiciones generales, 6 disposiciones transitorias, adicionalmente integra objetivos y fines institucionales además la vigencia del Modus Vivendi.
Visitaron la UTPL dos grandes celebridades: Mario Molina Henríquez, Premio Nobel de Química en 1995 y Shirin Ebadi, Premio Nobel de la Paz en 2003.
2015: Durante el séptimo concurso nacional y segundo internacional “Excelencia Educativa 2014-2015”, organizado por Fundación FIDAL, la UTPL recibió el Premio Nous de Excelencia Educativa, por ser pionera en educación a distancia y por su nivel académico e importante aporte a la comunidad a través de investigaciones científicas.
Centro de Emprendimiento Prendho de la UTPL recibió: Reconocimiento como la mejor incubadora en el país en el proceso de “Acreditación de Espacios de Innovación, por parte de la Secretaria de Educación Superior, Ciencia, Tecnología e Innovación SENESCYT.
Jorge Glas Espinel, vicepresidente de la República, visitó la universidad donde recibió el reconocimiento de: “Profesor Honoris Causa”.
Además Benito Eduardo Valarezo y Andrea Jara Guerrero, docentes investigadores, fueron premiados a nivel nacional en el marco del Primer Concurso Galardones Cuarto Nivel, impulsado por la Secretaría de Educación Superior, Ciencia, Tecnología e Innovación (SENESCYT). El acto de premiación se desarrolló el 28 de abril.
El 4 de septiembre, la Acreditadora Nacional de Programas de Arquitectura y Disciplinas (ANPADEH), entregó a la UTPL el certificado de acreditación internacional a la titulación de Arquitectura.
2016 La UTPL es una de las universidades ganadoras de la Medalla de Oro desarrollado en el marco de la vigésima edición de la Bienal Panamericana de Arquitectura de Quito.

## Academia
La Universidad Técnica Particular de Loja ofrece 23 carreras en su Modalidad Presencial, 17 en su Modalidad Abierta y a Distancia y 5 postgrados vigentes, aportando así al país con más de 65 000 profesionales.  Considerando la importancia que el rol docente posee en la educación superior, la UTPL apuesta por su capacitación y formación permanente, teniendo actualmente una planta docente de 1070 profesores, de los cuales 132 son doctores Ph.D, 692 magíster y 246 se encuentran en proceso de obtener su título de cuarto nivel en diferentes campos del conocimiento. 
Conoce la malla formativa, duración de las carreras, perfil de egreso y profesional, entre otros de nuestra oferta académica de pregrado en:
- Modalidad Abierta y a Distancia Archivado el 1 de junio de 2017 en Wayback Machine.
- Modalidad Presencial (enlace roto disponible en Internet Archive; véase el historial, la primera versión y la última).

Conoce la oferta de Postgrados: Maestrías de investigación y profesionalizantes (enlace roto disponible en Internet Archive; véase el historial, la primera versión y la última).

## Investigación e Innovación
El aporte investigativo y académico que realizan los docentes UTPL a la sociedad, tanto a nivel local como nacional e internacional, se refleja en los proyectos de investigación, innovación, emprendimiento y vinculación que proyectan en los artículos científicos y divulgativos que generan y que cada año permiten que la universidad destaque entre los primeros lugares de la producción científica del Ecuador, fruto de sus publicaciones que son indexadas en bases internacionales como Scopus, logrando desde el 2003 hasta la actualidad, 670 publicaciones.
En 2016, se convirtió en la primera institución de educación superior en Ecuador en contar con un Centro de Apoyo a la Tecnología e Innovación (CATI) logrado mediante convenio con el Instituto Ecuatoriano de la Propiedad Intelectual (IEPI). Este Centro permitirá fortalecer aspectos de investigación, innovación, propiedad intelectual, patentes, derechos de autor y afines. 
Alineados a esta filosofía de innovación y emprendimiento, la UTPL le dio vida al Centro de Emprendimiento PRENDHO, una impulsora y aceleradora de empresas que en 2016 fue reconocida por segunda ocasión, como mejor incubadora del Ecuador, luego de aprobar con éxito el proceso de “Acreditación de Espacios de Innovación” que lideró la Secretaría de Educación Superior, Ciencia, Tecnología e Innovación- Senescyt, evaluando la experiencia, infraestructura, servicio, talento humano y networking de 40 incubadoras vinculadas a universidades y empresas públicas o privadas.
La Universidad Técnica Particular de Loja (UTPL), como cuna de la investigación, aporta con el 13% de la producción científica en el Ecuador.
Visita el sitio de Investigación UTPL

## Proyección
El aspecto investigativo ha sido siempre un fuerte en la UTPL, por ello viene trabajando en la constitución de su campus en Loja como “Parque Científico y Tecnológico”, buscando potenciar la innovación y la creatividad en la actividad científica dentro de un ecosistema dinámico que inspire nuevas investigaciones y así origine oportunidades de aprendizaje para sus estudiantes y permita atender necesidades de la comunidad ecuatoriana. 
Todos estos esfuerzos le han permitido a la UTPL reforzar la investigación, innovar, generar y transferir conocimiento, mejorando la formación académica y ratificando su compromiso con la educación superior de calidad para transformar la sociedad.

## Biblioteca Benjamín Carrión
La Biblioteca, durante el 2016, realizó una importante inversión en lo referente al materia bibliográfico como principal fuente de consulta para estudiantes y docentes. Cuenta con un total de 944.610 volúmenes, de los cuales son 57.783 Títulos, 92.653 Ejemplares, 60.814 volúmenes en los Centros UTPL, y 733.360 Libros digitales. Aproximadamente tuvo 560.000 visitas de la comunidad universitaria y 98.039 visitas externas.

## Facultades
Actualmente la Universidad se encuentra conformada por las siguientes facultades: 

### Área Técnica
Presencial
- Arquitectura
- Artes visuales
- Computación
- Geología
- Ingeniería Civil
- Telecomunicaciones

Distancia
- Tecnologías de la información
- Redes y Analítica de Datos

### Área Administrativa
Presencial
- Administración de Empresas
- Economía
- Finanzas
- Contabilidad y Auditoría
- Turismo
- Gastronomía

Distancia
- Administración de Empresas
- Economía
- Finanzas
- Contabilidad y Auditoría
- Turismo
- Administración Pública

### Área Biológica y Biomédica
Presencial
- Agropecuaria
- Alimentos
- Biología
- Bioquímica y Farmacia
- Enfermería
- Gestión Ambiental
- Ingeniería Ambiental
- Ingeniería Industrial
- Ingeniería Química
- Medicina

Distancia
- Gestión Ambiental

### Área Sociohumanística
Presencial
- Comunicación
- Derecho
- Pedagogía de los Idiomas Nacionales y Extranjeros
- Psicología Clínica

Distancia
- Comunicación
- Derecho
- Pedagogía de los Idiomas Nacionales y Extranjeros
- Psicología
- Educación Básica
- Educación Inicial
- Pedagogía de la Lengua y la Literatura
- Pedagogía de las Ciencias Experimentales - Pedagogía de las Matemáticas y la Física
- Pedagogía de las Ciencias Experimentales - Pedagogía de la Química y la Biología
- Religión - Pedagogía de la Religión

## Resultados en el Examen de Habilitación Profesional
En la evaluación nacional del CACES correspondiente a octubre de 2024, la Universidad Técnica Particular de Loja presentó a 54 estudiantes de Medicina, de los cuales 47 aprobaron, alcanzando una tasa de aprobación del 87,04 %. Este resultado refleja la solidez del modelo educativo de la UTPL, caracterizado por su enfoque en educación a distancia combinada con prácticas presenciales de alta calidad. La institución ha logrado posicionarse como una de las universidades pioneras en innovación pedagógica en el área de la salud, incorporando recursos tecnológicos, simulación clínica y acompañamiento tutorial intensivo para asegurar la adquisición de competencias esenciales en el ejercicio médico.  